# Simon Wiesenthal
Simon Wiesenthal (n. 31 decembrie 1908, Buczacz, Galiția, Austro-Ungaria – d. 20 septembrie 2005, Viena, Austria) a fost un activist evreu austriac, originar din Galiția, de profesie inginer arhitect, care și-a dedicat viața colectării de informații și documente despre criminalii de război naziști implicați în Holocaust în scopul aducerii lor în judecată. A contribuit la prinderea și judecarea a peste o mie de astfel de criminali și de aceea a devenit cunoscut ca „vânător de naziști”. În anul 1960 a întemeiat la Viena Centrul de documentare al Asociației evreilor victime ale regimului nazist, cunoscut ca Centrul Wiesenthal. În anul 1977 a fost înființat la Los Angeles un Centru de combatere a antisemitismului, care a fost denumit de asemenea, în cinstea sa, Centrul Simon Wiesenthal.   

## Biografie

### Copilărie și tinerețe
Simon Wiesenthal s-a născut în anul 1908 ca fiu al lui Anschel (Asher) Hans Wiesenthal și al soției acestuia, Roza, născută Rapp. Deși s-a născut înainte de miezul nopții 31 decembrie 1908, copilul a fost proclamat cel dintâi nou născut al comunității evreilor din Buczacz în anul 1909, iar bunicii săi materni erau convinși că acest fapt îi va aduce noroc. Din pricina prigoanelor și a pogromurilor antievreiești din Imperiul Rus, tatăl lui Wiesenthal se refugiase în anul 1905 la Buczacz, pe atunci în Regatul Lodomeriei și Galiției din componența Imperiului Austro-Ungar (parte a pământurilor Coroanei Austriei (Cisleithania)). El era comerciant angrosist de zahăr și de alte mărfuri și a asigurat familiei un trai de bunăstare. Buczacz era un târg de circa 10,000 locuitori, din care majoritatea (60%) erau evrei. azi orașul face parte din Ucraina, regiunea Ternopil. Wiesenthal a copilărit într-un mediu evreiesc tradițional, a cărui cultură era profund influențată  de hasidism. Familia sa vorbea în casă limba idiș, iar pe strada limba polonă. Mama, Rosa, care stăpânea excelent limba și literatura germană l-a învățat pe fiul ei germana (Ulterior în viață, Wiesenthal a mai învățat ceha, rusa și engleza).

#### Anii Primului Război Mondial
In anul 1914 a izbucnit Primul Război Mondial și în 1915 tatăl, recrutat ca rezervist, a căzut pe front pe frontul de est. În timpul perioadei de ocupație rusă în Galiția, în Buczacz au năvălit cazaci, și elemente antisemite din rândurile lor și acoliți ai acestora au organizat în oraș pogromuri și jafuri împotriva evreilor. Roza Wiesenthal s-a refugiat la Viena împreună cu Simon și cu fiul ei mai mic, Hillel. Au tras la niște rude îndepărtate în cartierul Leopoldstadt, care era locuit de săraci și de evrei habotnici. Simon și Hillel au învățat acolo într-o școala elementară. Când armata rusă s-a retras din Galiția, mama l-a lăsat pe Hillel la Viena și s-a întors cu Simon la Buczacz, încercând să recupereze o parte din bunurile pierdute - depozitul și casa. Simon, care era foarte legat de fratele său, i-a dus dorul și, în cele din urmă, mama l-a lăsat să se întoarcă la Viena.

#### Anii războaielor dintre Polonia, ucraineni și Rusia Sovietică
Șase luni după întoarcerea lui Simon la Viena, în urma dezmembrării Imperiului habsburgic, toți membrii familiei s-au întors la Buczacz,  care a intrat in componența Poloniei renăscute. Un timp s-au perindat încă în zonă forțe militare succesive: Armata Roșie a bolșevicilor ruși care i-a înfrânt la început pe polonezi, apoi cavaleria ucraineană a lui Simon Petliura, chemată în ajutor de polonezi. Cazacii lui Petliura au rămas de pomină pentru sălbăticiile lor împotriva evreilor. Wiesenthal și-a adus aminte cum într-o zi cazacii au amenințat că ard tot târgul dacă nu li se furnizează până la căderea nopții 100 de litri de șnaps. Doi evrei bătrâni cu o căruță au mers din casă în casă ca să adune de la oameni o cantitate cât mai mare de băuturi spirtoase. Odată când a avut 10 ani, trecând în goană strada ca să procure ceva ce-l rugase mama, un cazac s-a năpustit asupra sa și l-a înjunghiat cu un pumnal în picior.

#### Studiile liceale și universitare în Polonia și Cehoslovacia
În anul 1923 Wiesenthal a fost primit la gimnaziul umanist local, în care majoritatea elevilor erau evrei, iar limba de predare era polona. Mai târziu, în același an, fratele său Hillel, a fost grav rănit într-un accident, la coloana vertebrală și în cele din urmă a murit. În 1926 mama sa s-a remăritat cu un bărbat evreu pe nume Isaak Halperin și s-a mutat cu el în localitatea Dolina, aflată la poalele Carpaților, unde noul ei soț avea o fabrică de cărămizi. După ce a încercat fără succes sa fie admis la Universitatea din Lwow, unde exista o cotă limită pentru admiterea de evrei, Wiesenthal s-a înscris la studii de inginerie civilă la Universitatea din Praga, terminându-le în anul 1932.

#### Stagiul in Ucraina sovietică și activitatea la Lwow sub autoritatea polonă
În anii 1934-1935 a lucrat ca inginer constructor stagiar în Uniunea Sovietică, câteva săptămâni la Harkov si Kiev, și o perioadă de aproape doi ani la Odessa Întors în Polonia, s-a stabilit la Lwow, unde, după una din autobiografiile sale ar fi fost în sfârșit primit la studii avansate de arhitectură la Universitatea Tehnică locală, sub îndrumarea profesorilor Derdacki și Bagierski. În 1937 după spusele sale, a primit permisul polonez de inginer arhitect. A proiectat vreme de trei ani mai multe vile pentru persoane înstărite. A proiectat și o vilă pentru mama sa și tatăl său vitreg la Dolina  În anul 1936 s-a căsătorit cu Cyla Müller, care i-a fost colegă de gimnaziu. A putut finaliza lucrarea sa de diplomă - proiectul unui sanatoriu de tuberculoză - abia în timpul ocupației sovietice în iunie 1940 

#### Ocupația sovietică la Lvov

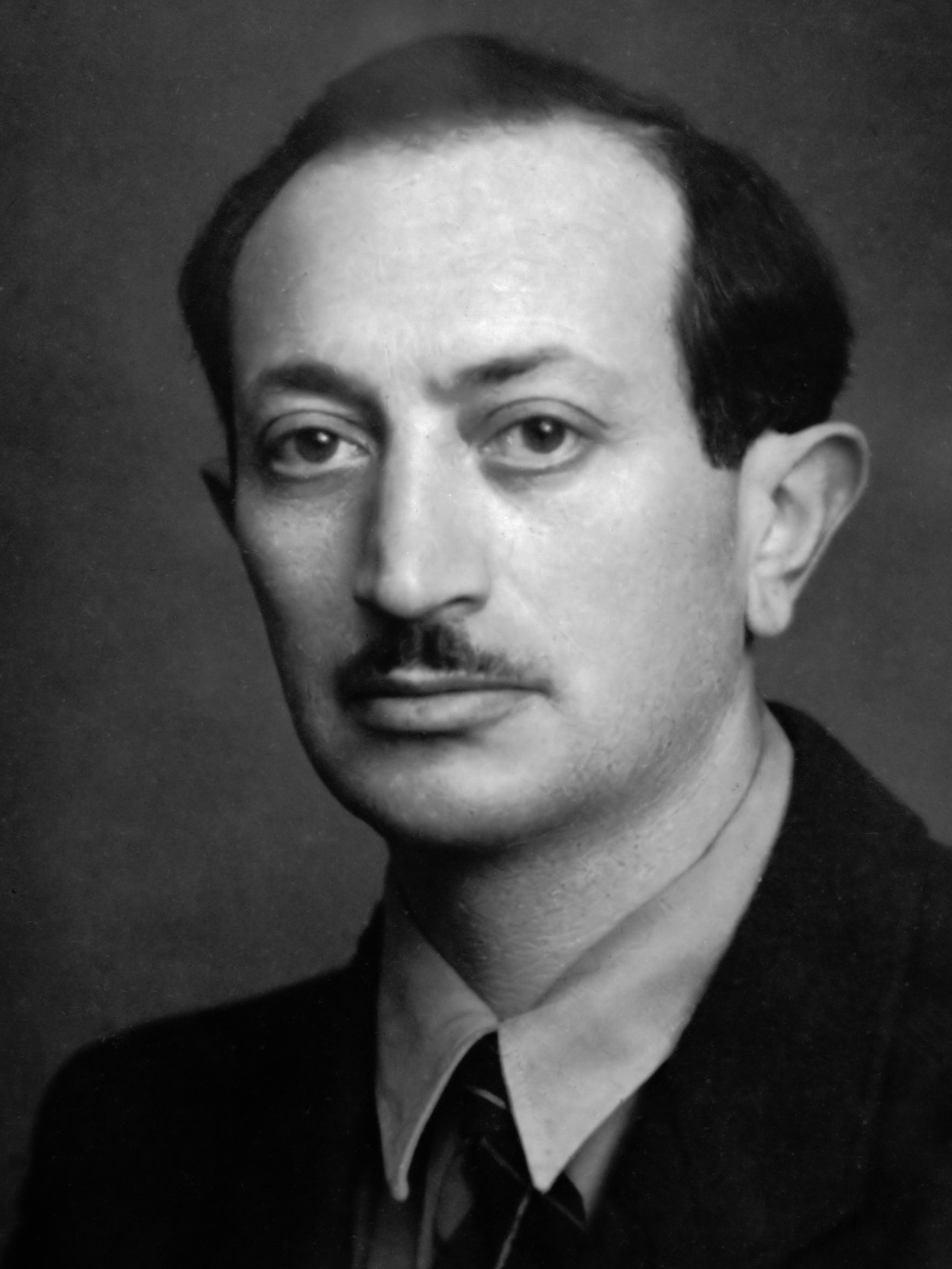
Fotografie din jurul anului 1940

După invadarea Poloniei de către Germania, conform pactului Ribbentrop-Molotov, la 17 septembrie 1939 Lvov și Galiția de est au fost anexate la Uniunea Sovietică. Tatăl vitreg și frații  vitregi ai lui Wiesenthal, ca fabricanți și „dușmani polonezi ai poporului”, a fost deportați de regimul sovietic în Gulag, și omorâți de agenții N.K.V.D.  Wiesenthal a trebuit să-și închidă firma. A reușit să obțină pentru el , soția și mama sa documente de identitate care nu specificau originea lor socială burgheză și a mituit un comisar al N.K.V.D. și astfel s-au salvat de la deportarea în Siberia. În anii 1939-1940 a lucrat ca simplu mecanic la o fabrică de arcuri de saltele, iar in iunie 1940, după ce i-a fost recunoscută și de sovietici diploma de inginer-arhitect, s-a angajat ca inginer șef al unui sovhoz de lângă Odessa.

### Anii ocupației germane
După invadarea Uniunii Sovietice de către Germania nazistă, la mijlocul lunii iulie 1942 Wiesenthal și ceilalți locuitori evrei ai Lvovului au fost obligați să se înregistreze pentru munca forțată. În vreme de șase luni până în noiembrie 1941 ocupanții germani au organizat un ghetou, în care i-au înghesuit apoi pe evreii din oraș. În iunie și iulie 1941 mai multe mii de evrei au fost omorâți la Lvov de care colaboratori ucraineni și membri ai unor Einsatzgruppe germane. În autobiografii ale sale Wiesenthal a relatat că a fost arestat la 6 iulie, dar a fost salvat de la execuție de care un fost maistru pe nume Bodnar, care îl cunoștea și care era atunci membru în poliția auxiliară ucraineană. La sfârșitul anului 1941 Wiesenthal și soția lui au fost transferați în lagărul de concentrare Ianowska și trimiși să muncească la un șantier al căilor ferate. Împreună cu ceilalți deținuți folosiți la căile ferate, Wiesenthal a fost cazat într-un sector aparte al lagărului, unde condițiile de trai erau ceva mai bune. A fost, între altele însărcinat să picteze svastici, steme ale Reichului și alte inscripții pe locomotivele sovietice capturate de germani, iar Cyla lustruia obiecte de alamă și nichel. Ulterior, un SS-ist pe nume Guenther a aflat de profesia lui și i-a dat să execute lucrări în domeniul arhitecturii.
În schimbul unor informații pe care le-a furnizat despre căile ferate, Wiesenthal a obținut documente false de identitate pentru soția sa  de la un partizan al rezistenței poloneze Armia Krajowa. Sub numele fals Irena Kowalska, ea a plecat la Varșovia, unde a fost angajată la o fabrică germană de aparate de radio. A fost trimisă și în două lagăre de muncă, inclusiv în Renania. Condițiile grele de trai i-au afectat sănătatea, în schimb, a reușit să supraviețuiască. Wiesenthal nu a mai avut știri de la ea și până la sfârșitul războiului și credea ca ea a pierit la Varșovia. 
Cuplul s-a reunit în 1945, și fiica lor, Paulinka, s-a născut în anul următor. 

#### Supraviețuitor al Holocaustului
În ghetoul Lvov, tot la câteva săptămâni naziștii organizau razii pentru a aduna și deporta pe evreii incapabili de lucru din cauza vârstei, a bolilor și a subnutriției. Aceasta în vreme ce aceia apți de muncă erau absenți, fiind luați la munci. Într-una din aceste razii, și mama lui Wiesenthal și alte bătrâne evreice au fost transportate cu un tren de marfă la Lagărul de exterminare Belzec și omorâte în august 1942. Cam în aceeași vreme un polițist ucrainean a împușcat mortal și pe mama Cylei în cerdacul casei ei din Buczacz, în timpul operațiunii de evacuare din casă. Cyla și Simon Wiesenthal au pierdut în Holocaust 89 de membri ai familiilor lor.
În timpul muncii sale în cadrul Căilor ferate de est a desenat proiecte inginerești pentru Adolf Kohlrautz, un inspector șef al serviciului feroviar german, care se folosea de ele la pregătirea contractelor. Kohlrautz obișnuia să primească mită de la companiile de construcții și îi dădea o parte și lui Wiesenthal, care i-a folosit pentru cumpărarea unor provizii și a câtorva arme. Wiesenthal a obținut în aceste circumstanțe și informații despre liniile ferate, pe care le-a transmis rezistenței poloneze. 
La 20 aprilie 1943, de ziua de naștere a lui Hitler, sublocotenentul Gustav Wilhaus, adjunctul comandantului lagărului, a decis să omoare prin împușcare 54 intelectuali evrei, câte unul pentru fiecare an de viață al Führerului, între care și pe Wiesenthal și alți doi deținuți din sectorul auxiliar al lagărului. Au ajuns la așa numitul Pantalon, un coridor îngust spre locul de execuție, aflat la marginea unui șanț cu nisip. El a aruncat o privire spre Guenther, dar acesta a dat din umeri. Au fost dezbrăcați și au început împușcările, iar când au rămas ultimii trei deținuți, la un megafon cineva a strigat: «Wiesenthal la frontul lagărului!». A fost chemat la intrarea în lagăr după ce Kohlrautz l-a convins pe comandantul lagărului să-l păstreze încă pe Wiesenthal în viață pentru a picta o mare pancartă cu inscripția „Wir lieben unseren Führer!” (Noi îl iubim pe Führerul nostru!)
Mai târziu, la 2 octombrie 1943 Kohlrautz l-a înștiințat că, în curând, toți deținuții din lagăr vor fi lichidați. Kohlrautz i-a dat lui Wiesenthal și încă unui deținut un permis de trecere pentru a merge la o papetărie, escortați de un paznic ucrainean. Wiesenthal și tovarășul său au izbutit să fugă prin spatele prăvăliei. În continuare el s-a alăturat rezistenței subterane poloneze, pe care a ajutat-o cu cunoștințele sale tehnice și de arhitectură, la construirea de buncăre și fortificații.
În iunie 1944 a fost arestat de Gestapo și deportat la lagărul Gross-Rosen, lângă Breslau (azi Wroclaw). După spusele sale a lucrat la o carieră, până ce un paznic a scăpat o stâncă pe piciorul său, și a fost dus la spital. Halucele a trebuit amputat, din cauza unui proces de necroză. De acolo 6,000 deținuți au fost trimiși pe jos la Chemnitz . Wiesenthal s-a ajutat de o coadă de mătură și s-a numărat printre cei 4800 supraviețuitori ai acestui marș de 275 kilometri. De la Chemnitz au fost apoi escortați pe jos până la Lagărul de concentrare Mauthausen, unde au ajuns la 15 februarie 1945. Când au venit camioanele pentru a-i evacua pe morți, Wiesenthal a leșinat și a căzut în zăpadă. A fost ridicat și trimis la crematoriu pentru a fi incinerat. Lucrătorii de la crematoriu au băgat de seamă că era încă viu și l-au trimis la „Casa morții” unde erau tratați bolnavii cei mai gravi. Cangrena s-a extins de la laba piciorului către genunchi și nu era capabil să stea în picioare, când, deodată, războiul a luat sfârșit. A izbutit să supraviețuiască cu puțină mâncare. Avea atunci greutatea de 40 kilograme, la o înălțime de 1.80 metri. La eliberarea lagărului la 5 mai 1945 , a izbutit, până la urmă, sa meargă șchiopătând, în întâmpinarea soldaților americani.

### „Vânător de naziști”
La trei săptămâni după eliberarea la 37 ani din lagărul Mauthausen Wiesenthal a făcut o listă de circa o sută de nume de suspecți ca criminali de război naziști - majoritatea gardieni, comandanți de lagăre și membri ai Gestapo, și a prezentat-o unui oficiu al Crimelor de Război ai Serviciului American de Contrainformații. În afara faptului că memoria ascuțită l-a ajutat să-și amintească numeroase detalii, inclusiv nume complete și date cronologice,   Wiesenthal s-a folosit și de desen în explicitarea faptelor. Deși era încă slăbit din punct de vedere fizic, a lucrat ca translator, însoțindu-i pe ofițerii care efectuau arestări. Când în iulie 1945 Austria a fost împărțită, Mauthausen a intrat în zona sub control sovietic, așa că Oficiul american pentru crime de război s-a mutat la Linz. Wiesenthal s-a transferat cu acesta și a fost cazat într-un lagăr de refugiați. A devenit vicepreședintele Comitetului central evreiesc din zonă, o organizație care a încercat să asigure o îngrijire de baza pentru refugiații evrei și să-i ajute să obțină informații despre familiile lor.
Vreme de un an Wiesenthal a lucrat pentru Oficiul American de Servicii Strategice și a continuat să adune informații despre victimele și despre executorii Holocaustului. El a dat ajutor organizației Brihá (Brihah), o organizație subterană care se ocupa de emigrația ilegală de supraviețuitori evrei in Palestina, aflată sub mandat britanic, si unde autoritățile britanice, vreme de un deceniu, au limitat foarte mult permisele de imigrare pentru evrei. Wiesenthal ajuta la obținerea de documente de identitate false, furnizarea de alimente, mijloace de transport etc. În februarie 1947 împreună cu alți 30 voluntari a înființat la Linz  Centrul Evreiesc de Documentare cu scopul de a culege informații pentru viitoarele procese ale crimelor de război.  Ei au cules 3289 mărturii ale unor supraviețuitori ai lagărelor de concentrare naziste aflați încă în Europa. Când atât Statele Unite, cât și Uniunea Sovietică și-au pierdut interesul în organizarea de alte procese, un grup similar condus de Tuvia Friedman, care funcționa la Viena, s-a închis în 1952 ,iar cel al lui Wiesenthal s-a închis în 1954. Ei nu au mai reușit să obțină fondurile necesare pentru această activitate. Lipsa de fonduri l-a făcut să renunțe la angajarea unui agent vorbitor de spaniolă care sa ajute la urmărirea lui Adolf Eichmann în Argentina. Aproape toată documentația culeasă în cele două centre a fost transmisă  arhivelor Institutului Yad Vashem din Ierusalim, în Israel. Wiesenthal, care a fost angajat cu normă întreagă de două agenții evreiești de ajutor social, a continuat munca cu refugiații. Când a devenit limpede ca foștii aliați nu mai erau interesați în continuarea aducerii criminalilor naziști de război în judecată, Wiesenthal a persistat, fiind convins ca aceasta rămâne datoria supraviețuitorilor  Și-a propus să înregistreze și să păstreze pentru posteritate numele tuturor persoanelor pierite. În același timp a lucrat ca profesor și ziarist pentru a-și întreține familia. 

### Documentarea și aducerea criminalilor în fața justiției

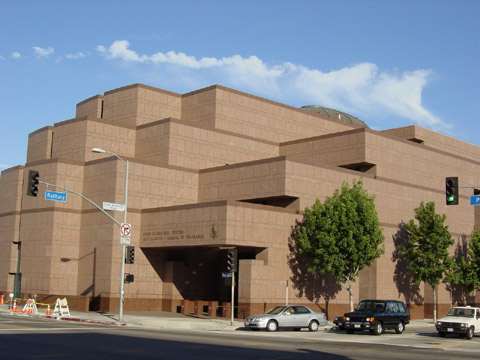
Centrul Wiesenthal din Los Angeles

Wiesenthal a învinovățit adesea Statele Unite pentru abandonarea procesului de judecare a criminalilor naziști, și, mai mult decât atât, pentru acordarea de azil politic multor persoane cu trecut nazist considerate ca fiind potențial folositoare în Războiul Rece care a izbucnit la finele anilor 1940. Paralel cu activitatea de asistență pentru victimele războiului, Wiesenthal a continuat, pe contul său, să adune și să documenteze informațiile necesare.
El nu s-a ocupat niciodată cu vânarea fizică a criminalilor de război. Metoda lui de lucru se baza pe adunarea minuțioasa a oricărei hârtii sau informații despre criminali, concentrarea si documentarea materialelor în modestele birouri ale sale în Viena, și apoi, predarea lor în mâinile autorităților în materie, în scopul localizării, extrădării și judecării. El a și depus mărturie în procesele câtorva acuzați. În multe cazuri a făcut uz de media de comunicare pentru a alerta opinia publică și pentru a face ca autoritățile, administrația americană și guvernele europene, să acționeze. Wiesenthal a izbutit să convingă justiția vest-germană să ceară extrădarea unor criminali de origine germană și să-i judece. De asemenea a condus o campanie de presiuni care au dus la anularea de către Bundestag a legii învechirii crimelor naziste. Wiesenthal și colaboratorii săi au reușit să ducă la judecarea a circa o mie de criminali naziști de război. În aprilie 2003, la vârsta de 94 ani, Wiesenthal a anunțat că și-a încheiat activitatea. După cum s-a exprimat,  «am găsit pe autorii de crime în masă pe care i-am căutat, și le-am supraviețuit. Dacă au mai rămas unii, ei sunt acum prea bătrâni ca să mai poată fi judecați. Misiunea mea s-a împlinit».

## Contribuția lui Wiesenthal la urmărirea unor criminali de război naziști

### Adolf Eichmann
„ Dosarul anchetarii lui Eichman era ca un mozaic. O duzină de oameni și-au dat aportul la alcătuirea lui. Eu îmi știu partea mea. Dar datorită acestui dosar m-am făcut cunoscut”

Wiesenthal nu a pretins niciodată că el a dus la capturarea lui Eichmann. El a susținut că a furnizat fotografiile care au ajutat pe cei care l-au capturat pe Eichmann să-l identifice  și a menționat că informația pe care a transmis-o în anul 1954 lui Nahum Goldmann, președintele Congresului Mondial Evreiesc, cu privire la stabilirea lui Eichmann în Argentina, putea să ajute la capturarea acestuia. De acea informație însă nu s-a făcut uz. 
Fotografiile lui Eichmann au fost obținute de Wiesenthal după strădanii îndelungi. Mai întâi a descins cu poliția vest-germană în casa părinților lui Eichmann, fără ca să găsească acolo vreo poză de-a sa și nici măcar fotografii din prima lui copilărie. Se pare că părinții lui Eichmann au distrus orice mărturie sau material care ar fi putut să ajute la localizarea fiului lor. Mai târziu. Wiesenthal a trimis voluntari pentru a se împrieteni cu prieteni din copilărie ai lui Eichmann, și unul dintre voluntari, care a curtat o fostă prietenă a lui Eichmann, a obținut de la ea fotografii pe care le deținea.
Informația asupra locului unde se afla Eichmann, Wiesenthal a atribuit-o unui baron austriac, filatelist ca și el, care i-a arătat niște plicuri cu timbre din Argentina, și i-a relatat că unul din plicuri provine de la un prieten argentinian, care i-a povestit ca Eichmann se afla la Buenos Aires. După mulți ani, după moartea lui Nahum Goldmann, Congresul Mondial Evreiesc a dezmințit ca ar fi primit vreodată această informație. Mai târziu s-a avut acces la arhiva lui Nahum Goldmann din Arhiva centrală sionistă din Ierusalim și s-a găsit scrisoarea în care Wiesenthal informa în 1954 despre stabilirea lui Eichmann la Buenos Aires și s-a confirmat și veridicitatea versiunii lui Isser Harel, directorul Mosadului, după care Wiesenthal nu a fost amestecat în localizarea lui Eichmann în vederea capturării acestuia în Argentina în 1960.

### Franz Stangl
Franz Stangl a fost comandant al lagărelor de exterminare de la Treblinka și Sobibor, după ce a comandat primele experimente de "epurare rasială" în castelul Hartheim de lângă Linz. Responsabil de uciderea a unui număr între 400,000-700,000 de evrei, Stangl a fost judecat ulterior în Germania de vest și condamnat la închisoare pe viață. A reușit să se ascundă în Brazilia. După conferința de presă ținută de Wiesenthal la fosta cameră de gazare din castelul Hartheim, cineva s-a prezentat la biroul lui Wiesenthal și i-a vândut informații cu privire la identitatea falsă adoptată de Stangl și locul unde se afla în Brazilia. Pentru a obține extrădarea lui Stangl din Brazilia, Wiesenthal a apelat la intervenția procurorului general al Statelor Unite, Robert Kennedy. Stangl a murit de infarct miocardic la câteva luni după începutul detenției în Germania.

### Josef Mengele
Informația furnizată de Wiesenthal cu privire la locul unde s-a ascuns doctorul Josef Mengele s-a dovedit a fi eronată. Ea a condus spre pista Paraguayului, în vreme ce Mengele se afla, de fapt, în Brazilia.  El a murit prin înec în 1979, după câte se pare, în Brazilia. Greșeala i-a adus lui Wiesenthal critici, deși ulterior s-a constatat că inexactitatea informației se datora și faptului că guvernul vest-german a refuzat să permită ascultarea convorbirilor telefonice ale membrilor familiei lui Mengele, care vorbeau regulat cu acesta. Mengele a ajutat in acei ani membri ai familiei în conducerea afacerilor familiale.

### Karl Silberbauer
Încurajat de prinderea și procesul lui Eichmann, Wiesenthal și-a reactivat organizația cu sediul la Viena, Centrul de documentare al Asociației victimelor evreiești ale regimului nazist (Dokumentationszentrums des Bundes jüdischer Verfolgter des Nazi Regimes) avand ca obiectiv localizarea criminalilor de război naziști. A devenit faimoasa dezvăluirea de către Wiesenthal și arestarea lui Karl Silberbauer, ofițer al Gestapo-ului care a arestat la Amsterdam pe Anne Frank și familia ei. Wiesenthal voia sa infirme prin aceasta afirmațiile negatorilor Holocaustului că Jurnalul Annei Frank ar fi un fals.
În ciuda trecutului său nazist, și în pofida faptului că Jurnalul Annei Frank devenit bestseller, îi menționa numele, este drept, cu o ușoară deformare, Silberbauer nu s-a ascuns niciodată. El a continuat să locuiască în periferia Vienei iar la ancheta poliției a recunoscut că el era cel care a arestat familia Frank la Amsterdam. Otto Frank, tatăl Annei, a depus mărturie în favoarea sa, așa că el nu a fost condamnat ca criminal de război.

### Alții
Hermine Braunsteiner poreclită „Iapa din Majdanek”, a fost responsabilă de separarea brutală dintre mame și copiii lor și de trimiterea la moarte a sute de copii evrei în Lagărul de exterminare Majdanek. După o lungă cercetare, la care au participat mai mulți voluntari, Braunsteiner a fost localizată în cartierul Queens din New York, unde locuia și lucra ca gospodină. Cazul ei a schimbat politica serviciilor de imigrare ale Statelor Unite, ceea ce a dus la descoperirea a unui număr suplimentare de naziști și criminali de război din Europa care au emigrat în S.U.A. În iunie 1981 Braunsteiner a fost condamnată în Germania de vest la închisoare pe viață. A fost eliberată din închisoare în 1996 in urma unor complicații grave ale diabetului de care suferea și a murit în 1999 la 79 ani.
Eduard Roschmann , poreclit „Măcelarul din Riga”, austriac de origine, a fost comandant al lagărului nazist de concentrare din Riga. Wiesenthal a predat dosarul despre Roschmann scriitorului Frederick Forsyth care a scris despre cazul acestuia un bestseller, după care s-a produs și un film numit „Dosarul Odessa”. Roschmann și fotografiile sale au fost identificate ,între altele, de vecinii săi de cartier în Buenos Aires, care l-au predat poliției. Poliția argentiniană a cerut ambasadei vest-germane să obțină pentru el un ordin de arest, dar în acest răstimp, Roschmann a fugit în Paraguay. La un timp după aceasta, în august 1977 a avut un infarct miocardic și și-a pierdut cunoștința. A murit în unitatea spitalicească a arestului.
Walter Rauff a fost șef de sectie la Biroul Principal de Securitate a Reichului, în cadrul SS, și unul din inventatorii camioanelor de gazare,  era răspunzator de moartea a circa 100,000 persoane. S-a ascuns în Chile. După ce Rauff a fost divulgat, generalul Augusto Pinochet, care în 1973 a devenit președinte al Republicii, a refuzat să-l extrădeze Germaniei de Vest. Wiesenthal și Centrul Wiesenthal din Statele Unite au făcut presiuni publice asupra regimului chilian, prin difuzarea a milioane de cărți poștale cu portretul lui Rauff si ale unor victime ale sale si au invitat pe destinatarii cărților poștale să subscrie la cererea de extrădare a sa. Guvernul chilian nu a cedat și Rauff a murit de moarte naturală la Santiago de Chile în mai 1984. Funeraliile sale au fost însoțite de simboluri naziste.
Gustav Wagner - plutonier major, aflat sub ordinele lui Franz Stangl la Treblinka și apoi, comandant adjunct al lagărului Sobibor, a fost găsit în vremea anchetării lui Stangl si în urma unui interviu al acestuia, în care a afirmat ca Wagner locuia în Brazilia. Wiesenthal a difuzat in presă o fotografie falsă a lui Wagner, afirmând că era o poză recentă a sa din San Paolo, unde se ascundea. Wiesenthal spera ca Wagner se va speria și se va preda poliției, ceea ce s-a și întâmplat în 1978.  Autoritățile judiciare braziliene l-au pus in libertate din cauza unor erori de traducere în interogatoriul sau. În octombrie 1980 Wagner a fost găsit mort, cu un cuțit înfipt în piept și s-a stabilit că și-a pus capăt vieții. Au existat îndoieli asupra acestui diagnostic medico-legal.

## Premii și onoruri
- 1980 - Medalia de aur a Congresului S.U.A.
- 1986 - Legiune de onoare a Franței
- 2000 - Medalia prezidențială a Libertății din partea președintelui Statelor Unite, Bill Clinton
- 2004 - Cavaler de onoare al Regatului Unit